# Nezahat Baradari

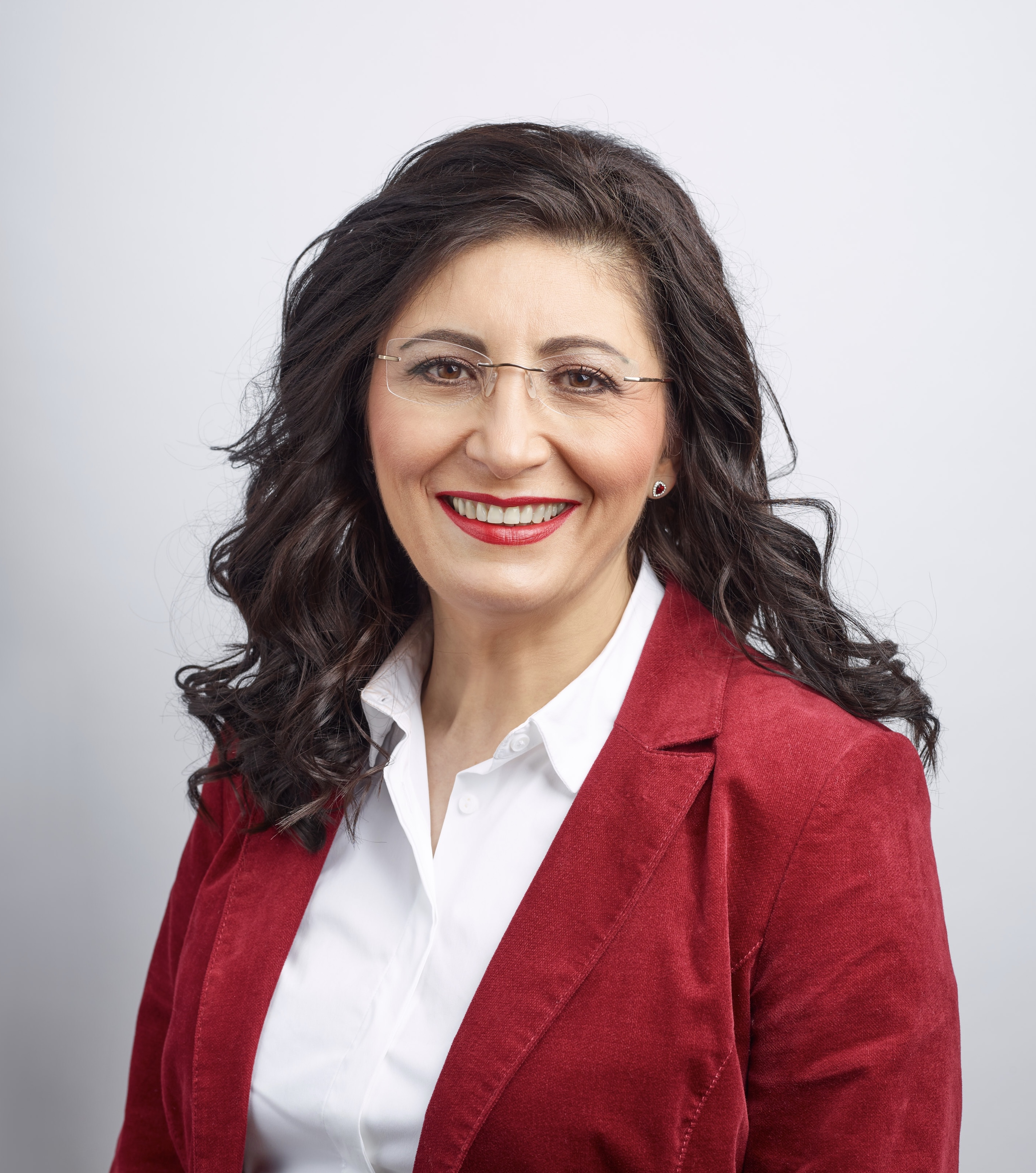
Nezahat Baradari (2017)

Nezahat Baradari (geboren am 15. August 1965 in Ankara-Bogazköy, Türkei) ist eine deutsche Politikerin (SPD). Sie ist seit 2019 Mitglied des Deutschen Bundestages und seit Mai 2023 Vizepräsidentin des Kinderschutzbundes.

## Leben
Baradari kam als Säugling nach Deutschland und besuchte bis zur dritten Klasse die Grundschule in Kiel. Ihre Familie kehrte Mitte der 1970er Jahre wieder in die Türkei zurück, wo sie ab 1976 ihre Schullaufbahn fortsetzte. Im Anschluss an den Militärputsch in der Türkei 1980 kehrte sie mit ihren Eltern nach Kiel zurück. Sie erwarb im Jahr 1982 den Hauptschulabschluss, 1984 den Realschulabschluss und 1987 die Allgemeine Hochschulreife an einem Wirtschaftsgymnasium. In den Jahren 1987 bis 1994 studierte sie Humanmedizin an der Christian-Albrechts-Universität in Kiel. Das Studium schloss sie mit dem III. Staatsexamen ab. Sie erhielt im Oktober 1997 die Approbation als Ärztin. Nach der Weiterbildung von 1997 bis Oktober 2003 wurde sie Fachärztin für Kinder- und Jugendmedizin.
In den Jahren 1994 bis 1996 war Nezahat Baradari als Ärztin im Praktikum an der Kinderklinik in Itzehoe tätig und von 1996 bis 1999 als Assistenzärztin an den Ostholstein-Kliniken in Eutin. Von 1999 bis 2008 übernahm sie Praxisvertretungen und Praxisanstellungen in Plön, Plettenberg und Olpe. Seit 2008 ist sie als niedergelassene Kinder- und Jugendärztin in Attendorn tätig.

## Politisches Engagement
Seit dem Jahr 1984 ist sie Mitglied der Sozialdemokratischen Partei Deutschlands (SPD). Nezahat Baradari ist SPD-Vorstandsmitglied im Ortsverein Attendorn. In der SPD-Fraktion der Stadt Attendorn ist sie engagiert als sachkundige Bürgerin für Schulen, Kultur und Denkmalschutz. Sie ist SPD-Kreisvorstandsmitglied im Kreis Olpe, SPD-Vorsitzende der AG Migration und Vielfalt im Kreis Olpe und in der SPD-Kreistagsfraktion Kreis Olpe als Sprecherin für den Ausschuss Soziales und Gesundheit tätig.
Baradari setzte sich als Vorsitzende der SPD-AG Migration und Vielfalt im Kreis Olpe und auch als Abgeordnete für die Hilfe von Geflüchteten sowie gegen Rassismus und Antisemitismus ein.
Ebenso versucht Baradari durch verschiedene Veranstaltungen ein besseres Kulturverständnis zwischen Türken und Deutschen zu entwickeln.
Nezahat Baradari war bei der Bundestagswahl 2017 Direktkandidatin der SPD im Wahlkreis Olpe – Märkischer Kreis I und erlangte 26,3 % der Erststimmen, erhielt aber zunächst kein Mandat.
Am 7. Januar 2019 rückte sie für den ausgeschiedenen Abgeordneten Ulrich Kelber in den Deutschen Bundestag nach. Sie ist ordentliches Mitglied im Ausschuss für europäische Angelegenheiten und im Ausschuss Ernährung und Landwirtschaft. Seit 15. Oktober 2019 ist sie auch stellvertretendes Mitglied im Gesundheitsausschuss.
Nezahat Baradari ist Mitglied der Deutsch-Französischen Parlamentarischen Versammlung. Seit Januar 2020 ist sie Mitglied in der Parlamentarischen Versammlung der Union für den Mittelmeerraum.
Bei der Bundestagswahl 2021 wurde sie über die Landesliste erneut in den Deutschen Bundestag gewählt. In ihrem Wahlkreis erreichte sie 29,6 % der Erststimmen.
Seit Mai 2023 ist Nezahat Baradari Vizepräsidentin des DKSB.

## Kontroversen
Nezahat Baradari äußerte sich 2016 in einem WhatsApp-Chat der SPD kritisch zur „Armenien-Resolution“ des Deutschen Bundestages. Dies löste eine Kontroverse unter SPD-Funktionären im Sauerland aus.
Baradari ist der Ansicht, dass es sich bei dem Völkermord an den Armeniern um „Aufstände der Armenier“ sowie um „gegenseitige Tötungsverbrechen, Massaker sowie Deportationen“ handele, die „eine eingehende wissenschaftliche sowie unabhängige Untersuchung“ bedürfen. In ihrer Kritik bezog sich Baradari auch auf Aussagen des Bundesvorsitzenden der Türkischen Gemeinde in Deutschland, Gökay Sofuoglu, der sagte, dass der Beschluss zur Armenien-Resolution „die Meinung der Türkeistämmigen in Deutschland“ missachte, von denen die Mehrheit gegen die Resolution sei.

## Mitgliedschaften (Auswahl)
- Ärzte ohne Grenzen
- WWF
- CHP
- Vorsitzende der Deutsch-Türkischen Gesellschaft Kiel und Umgebung e. V.
- Berufsverband der Kinder- und Jugendärzte e. V.
- SGV Wenden e. V.
- Europa-Union Deutschland e. V.[15]

## Auszeichnungen
- Ehrenamtspreis des Landes Nordrhein-Westfalen 2009, Kategorie „Erfinden“
- Wilhelm-Dröscher-Preis 2017[16]

## Privates
Nezahat Baradari ist mit einem iranischen Chirurgen und Orthopäden verheiratet. Das Paar hat zwei Töchter.
Beradari besitzt drei Staatsbürgerschaften: zusätzlich zur deutschen und türkischen erhielt sie durch ihre Heirat die iranische Staatsbürgerschaft.
Sie ist Muslimin.